# جيف شان (كرة سلة)
جيف شان (بالتاغالوغية: Jeffrei Chan) مواليد 11 فبراير 1983 في باكولود، الفلبين، هو لاعب كرة سلة فلبيني. بدأ مسيرته الاحترافية في سنة 2008. يلعب في الرابطة الفلبينية لكرة السلة. يحمل الرقم 16. يبلغ طوله 6 قدم 2 بوصة (1.9 م). مثّل منتخب بلاده. حقق المركز الثاني في بطولة أمم آسيا لكرة السلة 2013.

## الميداليات
| الميدالية | المسابقة                       |
| --------- | ------------------------------ |
| فضية      | بطولة أمم آسيا لكرة السلة 2013 |

## روابط خارجية
- جيف شان على موقع الاتحاد الدولي لكرة السلة (الإنجليزية)
- جيف شان على موقع كرة السلة الأوروبية.كوم (الإنجليزية)
- جيف شان على موقع ريلجم (الإنجليزية)
- جيف شان على موقع بروبوليرز (الإنجليزية)
- جيف شان على موقع سبورتس رفرنس (الإنجليزية)